# Orto botanico di Siena
L'Orto botanico dell'Università di Siena si trova in via P. A. Mattioli, 4. 

## Storia e descrizione
L'Orto, di un'estensione di circa due ettari e mezzo, si trova in prossimità di Porta Tufi e vi si accede attraverso un ingresso sulla strada, aperto nel 1866, abbellito da due vasche con piante acquatiche.
Di un Orto dei Semplici, annesso all'Ospedale di Santa Maria della Scala, utilizzato per la coltivazione di piante medicinali, si hanno notizie fin dall'inizio del XVII secolo. Nel 1784 fu trasformato, per ordine del granduca Pietro Leopoldo di Toscana, in Orto Botanico Universitario ed un secolo dopo nel 1856 fu trasferito per necessità d'ampliamento in un terreno dato in affitto nei pressi dell'Accademia dei Fisiocritici.
Le dimensioni e l'impianto attuali si devono agli interventi dei vari direttori succedutesi nel tempo. Nel 1875 venne costruita la serra calda (antica serra) in ferro e veri colorati per la coltivazione di piante esotiche. Nel 1964 fu raddoppiata l'estensione e furono costruiti nuovi edifici, per gli istituti universitari che inglobarono una piccola serra fredda Ottocentesca.
Nel pendio in cui sorge s'individuano tre settori ben distinti:
- Il primo, chiamato la "scuola", ospita su terrazze artificiali divise in aiuole rettangolari piante utilizzate in farmacia, profumeria e in cucina.
- Nel secondo, chiamato il "parco", a valle di questa zona, sono coltivati prevalentemente alberi e arbusti esotici, capaci di resistere all'aperto (melo cotogno, melograno, giuggiolo) e piante della Toscana centro meridionale. Sempre in questo settore dell'Orto è da ricordare la collezione di Gimnosperme.
- Nel terzo settore, ancora più a valle, il cosiddetto "podere".

Un giardino roccioso e un felceto di recente costruzione fanno ammirare piante toscane di ambienti naturali. Nella restante parte, dove si è tentato di mantenere l'aspetto che un tempo doveva avere il terreno all'interno delle mura, si coltivano piante da frutto, oggetto di ricerca.
Sono presenti tre serre, per l'esposizione delle piante esotiche.